# Sociedad Sportiva Argentina
La Sociedad Sportiva Argentina fue un club social y deportivo de la ciudad de Buenos Aires. Fue fundada en 1899 bajo el nombre Sociedad Hípica Argentina y renombrada en 1902. Entre sus principales deportes se encontraban el fútbol, equitación, aviación, aerostática, aeronáutica, polo, ciclismo, entre otros.

## Inicios
La Sociedad Hípica Argentina fue fundada en septiembre de 1899, su primera sede social fue en la calle Florida 183 en el actual barrio de San Nicolas. Su primer presidente fue Rodolfo Giménez y su secretario Julio Menditegui, entre sus miembros se destacaba el presidente de la nación Julio Argentino Roca. En sus primeros años la entidad estuvo direccionada hacia la actividad ecuestre. Sin embargo, a partir 1902 con la llegada del barón Antonio De Marchi para dirigir la sociedad comenzarían los cambios: el nombre cambia a Sociedad Sportiva Argentina y la finalidad de la sociedad se empieza a direccionar hacia a la actividad deportiva impulsado por la élite. En 1904, la Sociedad Sportiva se independiza legalmente de la Sociedad Hípica. En 1909, un sector de la sociedad se alejaría para formar el Club Hípico Argentino dedicado a la equitación. El 9 de abril de 1910, la sede se movió a un edificio de 2 pisos con azotea en la calle San Martín 561, a 5 cuadras de la sede anterior.

## Fútbol
El fútbol llega al club a partir de 1904 con la visita en el país del Southampton Football Club y otros clubes ingleses que visitarían la ciudad en los siguientes años que se presentaban en el predio del club y enfrentaban en amistosos a combinados locales. En 1906, Alumni enfrenta en el estadio de Sportiva y vence a un combinado inglés residente en Sudáfrica siendo la primera derrota inglesa en Buenos Aires. En 1910, el predio formó parte de los Juegos Olímpicos del Centenario junto con los de GEBA.

### Primeros campeonatos
En 1910 se afilia a la Argentine Football Association y se incorpora a la Segunda División.
El 12 de mayo enfrenta por primera vez a uno de los cinco grandes, a Boca Juniors, cayendo por 6 a 0; y el 31 de julio recibe al segundo equipo de Independiente y lo vence por 2 a 0.
Con 7 triunfos y 2 empates, finalizó séptimo en la Sección C. Sin embargo, para la próxima temporada se creó la División Intermedia, que reemplazó a la Segunda División en el segundo nivel, relegando a la misma al tercer nivel. El club no quedaría entre los 9 equipos para incorporarse al nuevo certamen, por lo que descendió de categoría.

### Paso por Primera División
En 1912 se afilia a la recién fundada Federación Argentina de Football y participa del torneo de Primera División en donde perdió todos los encuentros finalizando último. En la Temporada de 1913 solo logró 2 empates ante Atlanta y GEBA, finalizando último y descendiendo a la División Intermedia, siendo su última participación en un torneo. También participó de la primera edición de la Copa Competencia La Nación, donde venció a Gral. Belgrano de La Plata y cayó ante Hispano Argentino. En 1914 se desafilió de la FAF antes del inicio de la temporada.

### Uniforme
El equipo de fútbol utilizaba una camiseta de color violeta, con pantalones y medias grises. 

## Aerostática
La aerostática empezó a ser promovida en la Sociedad, desde el predio de Palermo, con el histórico primer ascenso aerostático el 25 de diciembre de 1907, Aarón de Anchorena y Jorge Newbery consiguieron que el globo Pampero ascendiera desde el predio hasta el Río de la Plata. En 1908 fundaron el Aero Club Argentino. En 1910 comenzaron los vuelos en aeroplano hacia Uruguay y Rosario.

## Otros deportes
En 1904 se fundó en la sede el Automóvil Club Argentino. En 1908 el Touring Club Argentino organiza el Campeonato del Kilómetro compuesto por atletismo, sulky, ciclismo y motociclismo.

## Disolución
En 1914 surgió un conflicto entre la Sociedad y la Municipalidad que había otorgado los terrenos del Estadio de Palermo a la Sociedad Hípica y en las negociaciones entre De Marchi y la Municipalidad en 1904 se le otorgaron 2 plazos de 5 años a la Soc. Sportiva y las instalaciones fueron vendidas al ejército. Finalmente el conflicto terminó con la toma del predio por parte del Ejército, en junio de 1914, con lo que volvió al dominio municipal. Como el estadio era la principal fuente de ingreso, el 20 de octubre de 1914 se acordó la disolución de la sociedad.

## Datos del club

### Cronología por año
| Temp. | Div. | Clubes | Pos. | Pts | PJ | PG | PE | PP | GF | GC | DG  | Copa                    | Otras copas |
| ----- | ---- | ------ | ---- | --- | -- | -- | -- | -- | -- | -- | --- | ----------------------- | ----------- |
| 1910  | 2D   | 36     | 7°   | 16  | 22 | 7  | 2  | 13 | 16 | 45 | -29 |                         |             |
| 1911  | 2D   | 33     |      |     |    |    |    |    |    |    |     |                         |             |
| 1912  | A    | 8      | 8°   | 0   | 14 | 0  | 0  | 14 | 6  | 30 | -24 |                         |             |
| 1913  | A    | 10     | 10°  | 2   | 18 | 0  | 2  | 16 | 15 | 52 | -37 | Octavos de final (CCLN) |             |